# Maja Sternad
Maja Sternad (28 december 2003) is een Duits-Sloveens voetbalspeelster. Ze speelt als aanvaller voor SV Werder Bremen in de Bundesliga.

## Clubcarrière
Maja Sternad begon met voetballen bij SC Verl waar ze uitkwam in een jongensteam en de B-junioren. Later trainde ze bij het mannelijke B-jeugdteam van SuS Kaiserau. Begin 2020 stapte Sternad over naar Arminia Bielefeld waarvoor ze ging uitkomen in de 2de Bundesliga.  In het seizoen 2020/21 kwam Sternad tot 16 wedstrijden en drie doelpunten voor Arminia Bielefeld. Datzelfde seizoen degradeerde Arminia Bielefeld uit de 2de Bundesliga, terwijl Sternad de club verliet voor een overstap naar SV Werder Bremen. Op 29 augustus 2021 maakte Sternad haar debuut in de Bundesliga door in te vallen tegen FC Bayern München in de 60ste minuut voor Margarita Gidion. Sternad maakte op 6 februari 2021 in een uitwedstrijd tegen VfL Wolfsburg haar eerste doelpunt in de Bundesliga door in de eerste minuut doel te treffen. De wedstrijd ging uiteindelijk met 3-1 verloren door doelpunten van Tabea Sellner, Lena Oberdorf en Rebecka Blomqvist.

## Statistieken
| Seizoen | Club              | Competitie     | Competitie | Competitie | Beker | Beker | Overig | Overig | Totaal | Totaal |
| Seizoen | Club              | Competitie     | Wed.       | Dlp.       | Wed.  | Dlp.  | Wed.   | Dlp.   | Wed.   | Dlp.   |
| ------- | ----------------- | -------------- | ---------- | ---------- | ----- | ----- | ------ | ------ | ------ | ------ |
| 2019/20 | Arminia Bielefeld | 2de Bundesliga | 2          | 0          | 2     | 0     | 0      | 0      | 4      | 0      |
| 2020/21 | Arminia Bielefeld | 2de Bundesliga | 14         | 3          | 0     | 0     | 0      | 0      | 14     | 3      |
| 2021/22 | SV Werder Bremen  | Bundesliga     | 18         | 1          | 1     | 0     | 0      | 0      | 19     | 1      |
| 2022/23 | SV Werder Bremen  | Bundesliga     | 21         | 1          | 2     | 0     | 0      | 0      | 23     | 1      |
| 2023/24 | SV Werder Bremen  | Bundesliga     | 20         | 2          | 1     | 0     | 0      | 0      | 21     | 2      |
| Totaal  | Totaal            | Totaal         | 75         | 7          | 6     | 0     | 0      | 0      | 82     | 0      |

Bijgewerkt t/m 25 mei 2024.

## Interlandcarrière
Maya Sternad maakte op 3 november 2017 haar debuut als jeugdinternational voor Duitsland onder 15 in Wetzlar. Ze kwam in de 50ste minuut als invaller binnen de lijnen voor Annika Wohner.
Met Duitsland onder 20 nam ze deel aan het WK 2022 in Costa Rica waarin ze in de tweede en derde groepswedstrijd in actie kwam.
1 Peng ·
3 Janzen ·
5 Ulbrich ·
6 Wichmann ·
8 Weiß ·
9 Weidauer ·
10 Mahmoud ·
11 Sternad ·
13 Walkling ·
14 Brandenburg ·
15 Sehan ·
16 Bernhardt ·
17 Dahl ·
18 Hausicke ·
19 Matheis ·
20 Meyer ·
21 Hahn ·
22 Dieckmann ·
23 Németh ·
27 Lührßen ·
28 Wirtz ·
29 Kunkel ·
31 Etzold ·
32 Pettersen ·
33 Pérez Jaramillo ·
37 Dahms ·
39 Behrens ·
Coach: Horsch